# Метени
Ме́тени (латыш. Meteņi; от слова meti — смена времени года) — латышский народный праздник проводов зимы и встречи весны. В древности отмечался посередине между зимнем солнцестоянием и весенним равноденствием — 6 февраля, после христианизации стал отмечаться за семь недель до католической Пасхи.

## Традиции
Традиции праздника включают в себя:
- Весёлые песни.
- Ряженье. Ряженые пугают зиму. Среди персонажей ряженых — Медведь, Цыганка и Хозяйка.
- Катание на санях. Следует трижды съехать на санях с горки.
- Сжигание соломенного чучела.
- Хвастовство.
- Развешивание сладостей на деревьях.
- Посещение родственников.
- Запрет на шитьё и вязание, в противном случае в огороде весной заведутся кроты.
- Паление костров. В костре сжигают всё плохое. У костра поют специальные песни.
- Приготовление каши из крупы. Варят по традиционным рецептам из перловой крупы, которую заговаривают, чтобы урожай был щедрым.
- Традиционные угощения — блюда из свиной головы, кровяная колбаса, бобы, блины, пироги, свинина, хлеб с запечённым сыром и с конопляным семенем.

### Традиции праздника в средневековой Риге
Весь февраль в Риге проходили всевозможные празднества, в том числе в конце февраля начинали праздновать вастлавьи. Вастлавьи непосредственно предшествовали пасхальному посту и приходились на седьмой вторник перед пасхой, хотя праздновались они отнюдь не один день. Праздники вастлавьев продолжались в разное время разное количество дней: или от 8 до 10 или от 12 до 14 дней. По установившейся традиции городские празднества органично распадались на две соотносящиеся друг с другом части: вастлавские друнки (вариант: трунки) (от нем. drinken — «пить») и постные друнки. Водоразделом между этими двумя частями становилась Пепельная среда, которой являлась седьмая среда перед пасхой. По-другому период праздника, который «гуляли» до Пепельного дня начиная с четверга предыдущей недели, назывался Малые вастлавьи. В Пепельный день актёры устраивали открытые театральные представления в жанре мистерии, проходившие в большинстве случаев на рижской Ратушной площади. Празднование вастлавьев сопровождались церемониальными выездами за пределы городской крепости, рыцарскими дефиле, турнирами на бутафорских мечах, с метанием копья на точность, со стрельбой из лука по деревянным мишеням в виде зверей и птиц. Неотъемлемым элементом февральско-мартовского праздника вастлавьев был увлекательный маскарад, который мог продолжаться весь день с переходом в ночь. Участники маскарада по уставу, созданному представителями братства Черноголовых, которые по старой традиции выполняли функцию главных городских увеселителей, должны были провести три круга в танце вокруг Ратушной площади. Сошедшего с дистанции согласно тому же уставу карали штрафом размером в один берковец воска (почти 164 кг по торговому курсу).

### Развитие праздника
Первоначально же много внимания уделялось проведению рыцарских турниров, порой достаточно кровавых, но уже в середине-конце XV столетия ориентиры сместились в пользу максимально роскошных пиршеств и многочисленных маскарадных действ. Первоначально вастлавьи являлись одним из немногих по-настоящему пышных городских праздников на протяжении года (известный праздник всех защитников города, в рамках которого происходили соревнования за титул Майского графа, начали отмечать в середине XIV века по всей Ливонии, а Умуркумурс вошёл в быт жителей региона после шведско-польской войны 1600—1629 годов (история его возникновения тесно связана с ней). В ходе вастлавьев было принято устраивать цеховые собрания и проводить перевыборы синдиков и эльдерменов. Необходимо подчеркнуть ведущую роль Черноголовых (членов торгово-рыцарского общества Святого Георгия) в организации народного гуляния. Каждый цех отмечал вастлавьи в той торжественностью, которая соответствовала его рангу в социальной внутрицеховой иерархии. В шрагах разных цехов и в уставе общества Черноголовых скрупулёзно и в чётко установленной последовательности излагались пункты празднования вастлавьев. Программа каждого праздничного дня, очерёдность танцев и пиршеств подробно расписывалась в уставах. В программах также отдельно оговаривались нормы поведения за столом участников пиршеств (было запрещено приходить вооружённым, проливать пиво, пить пиво соседа за столом, чавкать, употреблять нецензурную лексику — каждое нарушение установленного порядка каралось штрафом), составлялось меню, оговаривался порядок подачи блюд. Каждый цех был ответственен за назначение от себя распорядителей, отдельно выбирали человека, который подсчитывал количество гостей, которых необходимо было принять. Особая ответственность ложилась на плечи того, кто подсчитывал смету расходов. Вот что входило в круг предпраздничных организационных мероприятий: необходимо было закупить пиво для гостей, изготовить свечи из дорогого по тем временам воска для праздновавших и приглашённых (магистрат, то есть орган власти патрициев, снял с себя обязанность по снабжению жителей города свечами), наём музыкантов, работу которых следовало оплачивать из своего кармана по расценкам о роскоши. В цеховых праздничных программах было оговорено количество дней, которые должно продолжаться празднование, были подчёркнуты особо торжественные дни, в том числе были оговорены конкретные дни приёма гостей.
В исторических источниках указывается, что первоначально трунки (вастлавьи) были гораздо более демократическим праздником в сословном и национальном планах. Дело в том, что эльдермены братства Черноголовых сперва приглашали на празднование представителей латышских цехов, но впоследствии подобная практика быстро сошла на нет в связи с приобретавшим актуальность национальным и сословным разделением городских жителей, которое усугублялось с течением времени.

### Завершение праздника
Вастлавьи завершались роскошным пиром (своего рода «пиром года»), распорядитель торжества строго следил за гостями, не позволяя им покинуть пиршество, пока они не выпьют своё пиво (так называемая средневековая пивная норма). Ослушников наказывали штрафом. Этот пункт устава был прописан в числе первоосновных братством Черноголовых. В самом конце праздника ёлку, стоявшую на Ратушной площади, должны были сжечь при стечении максимально большого количества жителей города, при этом сжигались все украшения, даже самые дорогие. Таким образом этот обряд сжигания ели соотносится с обрядом сжигания масленичной кукле в православной синкретической традиции. До 1510 года, когда впервые (возможно, во всей Западной Европе), в Риге была поставлена празднично украшенная «новогодняя» ёлка, существовал обычай сжигать вастлавийскую колоду.